# Tabliczki z Vindolandy

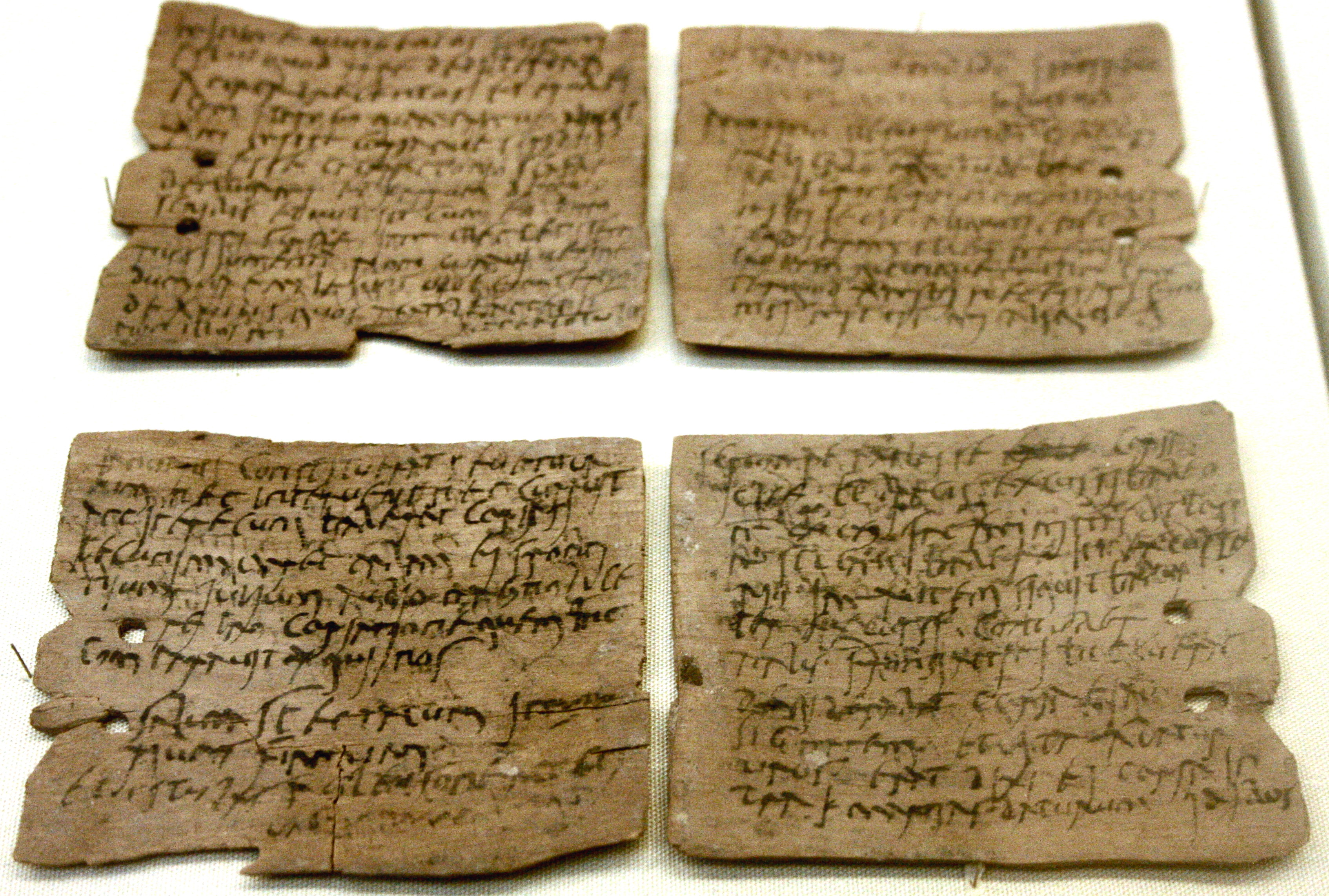
Tabliczki z Vindolandy

Tabliczki z Vindolandy – niewielkie drewniane tabliczki zapisane atramentem, powstałe na przełomie I i II wieku n.e. Odkryto je na początku lat 70. XX wieku w Vindolandzie – dawnym obozie rzymskich legionistów na terenie współczesnej Wielkiej Brytanii. Zawierają zarówno dokumenty wojskowe jak i prywatne wiadomości dla i od członków rzymskiego garnizonu. Przechowywane są w Muzeum Brytyjskim.

## Odkrycie
Pierwsze tabliczki odkryto w marcu 1973 roku, jednak początkowo wzięto je za drewniane odpadki. Niedługo potem jeden z archeologów odnalazł dwie sklejone ze sobą tabliczki, które po rozdzieleniu zawierały pismo. Znalezisko przekazano epigrafowi Richardowi Wrightowi, ale na skutek szybkiego utleniania drewna inskrypcja stała się nieczytelna. Wówczas artefakty trafiły do Susan M. Blackshaw z Muzeum Brytyjskiego, która wykonała zdjęcia w podczerwieni. Dzięki temu inskrypcja stała się widoczna. Powtórne i jeszcze dokładniejsze zdjęcia wykonała w 1990 roku Alison Rutherford z Newcastle University Medical School.
Pomimo że drewniane tabliczki z okresu rzymskiego odkryto jeszcze w dwudziestu miejscach w Brytanii, to wszystkie z nich były tylko podobne do tych z Vindolandy i odkryto je w znacznie mniejszych ilościach. Wyjątek stanowi Carlisle, gdzie również zidentyfikowano drewniane tabliczki pokryte atramentem.

## Charakterystyka
Tabliczki powstały między 92 a 103 rokiem n.e. Wykonane są z drewna olchy, brzozy, lipy oraz dębu i mierzą średnio 20x8 cm i od 0,25–3,0 mm grubości, tyle co fornir do wykładania mebli. Przetrwały dzięki wilgotnemu, beztlenowemu środowisku, w którym się zachowały. Większość ma poniżej milimetra grubości, wykonano je skrawając bardzo ostrym nożem cienkie warstwy miękkiego drewna młodych drzew – prawdopodobnie tą samą techniką, jaką wykonywano forniry. Od tabliczek woskowych różnią się grubością, pochodzeniem i użyciem. Tabliczki woskowe były często importowane, stosunkowo grube, wielokrotnie wykorzystywane (napis wydrapywano na wosku, który następnie wygładzano). Tabliczki z Vindolandy są dużo cieńsze, jednorazowe, zawsze wykonane z lokalnych gatunków drewna. Pisano na nich piórem, atramentem z wody, gumy arabskiej i sadzy. Po zapisaniu składano, by zabezpieczyć pismo (czasem napis odbijał się na przeciwległej stronie). Zawierają łacińskie inskrypcje napisane tzw. starą kursywą rzymską, będącą w użyciu przed III w. n.e. Jakość pisma jest bardzo różna, od eleganckiego pisma zawodowych skrybów do nieporadnych notatek.
Autorzy byli wykształceni w podstawowym zakresie, ale nie byli intelektualistami. Tabliczki zawierają głównie prywatne notatki osób pełniących oficjalne funkcje w obozie – nie mają charakteru państwowych rejestrów, ale zawarte w nich informacje dotyczą spraw oficjalnych, takich jak ruchy wojsk, rachunkowość, działalność obozu (m.in. zamówienia kwatermistrzowskie) oraz spraw legionistów (np. listy zakupów czy prośby o urlop). Sporą część korespondencji stanowią listy Flaviusa Cerialisa, prefekta dziewiątej kohorty i jego żony Sulpicii Lepidiny. Wśród nich jest np. pytanie dekuriona Masculusa do Flaviusa o instrukcje na kolejny dzień dla podległych mu ludzi i prośba o przysłanie większej ilości piwa do garnizonu. Inną charakterystyczną notą jest zaproszenie na przyjęcie urodzinowe, wystosowane przez Claudię Severę, żonę dowódcy pobliskiego fortu, dla Sulpicii Lepidiny. To najwcześniejszy znany przykład odręcznego zapisku kobiety wykonanego po łacinie. Ponadto tabliczki zawierają także zapiski kupców, kobiet i niewolników.